# صغر الفك
صغر الفك (بالإنجليزية: Micrognathism)‏ الذي يُدعى أيضًا Micrognathia، أو ذقن الفراولة، أو(Hypognathia)، أو Hypogthathism، هي حالة يكون فيها الفك أصغر من الحالة الطبيعية. كما يطلق عليه أحيانًا «نقص تنسج الفك السفلي». وهو شائع عند الرضع، ولكنه عادةً ما يتم تصحيحه ذاتيًا أثناء النمو، نظرًا لزيادة حجم الفكين. قد يكون السبب في محاذاة الأسنان غير الطبيعية وفي بعض الحالات الشديدة يمكن أن يعرقل التغذية. ويمكن أيضًا أن يجعل التنبيب صعباً في البالغين والأطفال، إما أثناء التخدير أو في حالات الطوارئ.

## الأسباب
على الرغم من أنه ليس دائما داءاً مرضياً، إلا أنه يمكن أن يظهر كعيب خلقي في متلازمات متعددة بما في ذلك:
- متلازمة كاتيل- مانزكي [4]
- متلازمة بلوم
- متلازمة الحصبة الألمانية الخلقية
- متلازمة المواء
- متلازمة دي جورج
- متلازمة إهلرز-دانلوس
- متلازمة الجنين الكحولي
- التهاب مفصلي روماتويدي يفعي
- متلازمة مارفان
- متلازمة نونان
- متلازمة بيير روبين
- متلازمة برادر- فيلي
- شيخوخة مبكرة
- متلازمة سيلفر-روسال
- متلازمة سميث-ليملي-أوبيتز
- متلازمة تريتشر كولينز
- متلازمة باتو
- متلازمة إدوارد
- متلازمة وولف - هيرشيرون
- متلازمة تيرنر

## التشخيص
يمكن الكشف عنها بالعين المجردة وكذلك اختبارات الأشعة السينية.